# Фрай, Артур
Артур Фрай (р. 19 августа 1931) — американский изобретатель и учёный. Он считается одним из изобретателей бумаги для заметок. В 2006 году эта продукция продавалась более чем в 100 странах.
Фрай родился в Миннесоте, а затем жил в Айове и Канзас-Сити. Он получил первоначальное образование в сельской школе. Изучал химические технологии в Университете Миннесоты.
В 1953 году, в то же время, когда поступил в университет, Фрай устроился на работу в 3М (тогда компания называлась Minnesota Mining и Manufacturing Company) в качестве инженера-разработчика новых продуктов. Он работал на протяжении всей своей карьеры в 3М до отставки в начале 1990-х.
С 1980 года бумага для заметок, изобретённая Фраем, стала продаваться на всей территории США, а через год появилась на канадском и европейском рынках. В 1999 г. журнал Fortune включил её в список важнейших изобретений XX века.